# Bottineau
Bottineau – miasto w Stanach Zjednoczonych, w stanie Dakota Północna, stolica hrabstwa Bottineau. W 2008 liczyło 2 087 mieszkańców.